# Lucjan Masłocha
Lucjan Masłocha (ur. 15 czerwca 1912, zm. 3 stycznia 1945) – oficer Wojska Polskiego, porucznik żeglugi wielkiej, żołnierz antyhitlerowskiego ruchu oporu w Danii.
Był wychowankiem gimnazjum w Piotrkowie, maturę otrzymał w 1931 roku. Po wrześniu 1939 roku jeniec oflagu XC, a po ucieczce z niewoli w 1943 roku komendant i współorganizator siatki dywersyjno-wywiadowczej w Kopenhadze w ramach organizacji o kryptonimie „Felicja” podległej Dowództwu Polskich Sił Zbrojnych w Londynie. 31 grudnia 1944 r. poślubił Annę Louise „Lone” Mogensen, tłumaczkę, kurierkę i działaczkę ruchu oporu. 3 dni później (3 stycznia 1945 r.), podczas oblężenia przez gestapo willi, w której mieściła się radiostacja, zginęli oboje. Relacje co do dokładnego przebiegu całego zajścia oraz okoliczności, w jakich zginął Lucjan Masłocha i jego żona, są rozbieżne. W uznaniu bohaterstwa i zasług Duńczycy złożyli jego i jego żony prochy w Alei Zasłużonych na kopenhaskim cmentarzu Mindelunden i Ryvangen (Gaj Pamięci w Ryvangen). Jest jedynym cudzoziemcem tam pochowanym.
W Łodzi znajduje się ulica nazwana imieniem Lucjana i Lone Masłochów, a także, umiejscowiony przy niej, pomnik ich upamiętniający. W 1977 roku powstał film dokumentalny Felicja w reż. Magdy Żurowskiej, opowiadający o działalności polsko-duńskiej organizacji ruchu oporu, której komendantem był Lucjan Masłocha.